# Hamdi Ulukaya
Hamdi Ulukaya (Erzinjane, 26 de outubro de 1972) é um empresário bilionário e filantropo turco, fundador, presidente e CEO da Chobani, uma empresa do ramo alimentício. Em 2017, apareceu na lista de 100 pessoas mais influentes do ano pela Time.